# パシフィックミニゲームズ
パシフィックミニゲームズ（英 : Pacific Mini Games）は南太平洋諸国・地域のミニ国家が参加する総合競技大会である。同地域の総合競技大会として1963年からサウスパシフィックゲームズ（現 : パシフィックゲームズ）が開催されているが、小国による国際競技大会として、1981年に第1回大会がソロモン諸島のホニアラで開催された。以後4年に1度開催されている。2005年コロール大会まではサウスパシフィックミニゲームズという名称であったが、2009年ラロトンガ大会から現名称となった。

## 実施競技
2009年大会実施競技
- 陸上競技
- ボクシング
- ゴルフ
- ローンボウルズ
- ネットボール
- ラグビーリーグセブンス
- ラグビーセブンス
- セーリング
- スカッシュ
- 卓球
- テニス
- タッチラグビー
- トライアスロン
- ヴァア（アウトリガーカヌー）
- ウエイトリフティング

## 大会一覧
| 回 | 期間                   | 開催都市         | 開催国           |
| -- | ---------------------- | ---------------- | ---------------- |
| 1  | 1981年                 | ホニアラ         | ソロモン諸島     |
| 2  | 1985年                 | ラロトンガ島     | クック諸島       |
| 3  | 1989年8月22日～9月1日  | ヌクアロファ     | トンガ           |
| 4  | 1993年                 | ポートビラ       | バヌアツ         |
| 5  | 1997年8月12日～26日    | パゴパゴ         | アメリカ領サモア |
| 6  | 2001年12月3日～14日    | キングストン     | ノーフォーク島   |
| 7  | 2005年7月25日～8月4日  | コロール         | パラオ           |
| 8  | 2009年9月21日～10月2日 | ラロトンガ島     | クック諸島       |
| 9  | 2013年                 | ウォリス・フツナ | ウォリス・フツナ |